# 董志豪
董志豪（2005年3月31日—），中国男子游泳运动员，主攻蛙泳，2022年亚洲运动会男子200米蛙泳银牌得主、2024年世界游泳锦标赛男子200米蛙泳金牌得主。他也曾在2023年世界游泳锦标赛打破男子200米蛙泳世界青年纪录。